# شهرستان هوانگشان
شهرستان هوانگشان (به لاتین: Huangshan District) یک منطقهٔ مسکونی در چین است که در هوانگشان واقع شده‌است. شهرستان هوانگشان ۱٬۷۴۷ کیلومتر مربع مساحت و ۱۶۱٬۹۰۰ نفر جمعیت دارد.